# The Cry of the Captive
The Cry of the Captive è un cortometraggio muto del 1914 diretto da Frank Wilson.

## Trama
Un baro usa la vigliaccheria di un uomo per costringere la sorella di questi a fungere da esca con i suoi polli da spennare.

## Produzione
Il film fu prodotto dalla Hepworth.

## Distribuzione
Distribuito dalla Hepworth, il film - un cortometraggio in due bobine - uscì nelle sale cinematografiche britanniche nel maggio 1914. Venne distribuito negli Stati Uniti dalla Hepworth-American il 29 giugno 1919.
Fu distrutto nel 1924 dallo stesso produttore, Cecil M. Hepworth. Fallito, in gravissime difficoltà finanziarie, Hepworth pensò in questo modo di poter almeno recuperare il nitrato d'argento della pellicola.